# Pseudevernia
Pseudevernia Zopf (mąklik) – rodzaj grzybów z rodziny Parmeliaceae. Ze względu na współżycie z glonami zaliczany jest do grupy porostów. W Polsce występuje jeden gatunek>.

## Systematyka i nazewnictwo
Pozycja w klasyfikacji według Index Fungorum: Parmeliaceae, Lecanorales, Lecanoromycetidae, Lecanoromycetes, Pezizomycotina, Ascomycota, Fungi.
Nazwa polska według W. Fałtynowicza.

## Niektóre gatunki
- Pseudevernia cladonia (Tuck.) Hale & W.L. Culb. 1966[3]
- Pseudevernia confusa (Du Rietz) R. Schub. & Klem. 1966[3]
- Pseudevernia furfuracea (L.) Zopf 1903– mąklik otrębiasty

Nazwy naukowe na podstawie Index Fungorum. Nazwy polskie według W. Fałtynowicza.